# Sphenarches cafferoides
Sphenarches cafferoides is een vlinder uit de familie vedermotten (Pterophoridae). De wetenschappelijke naam van deze soort is voor het eerst geldig gepubliceerd in 1996 door Gibeaux.
De soort komt voor in tropisch Afrika.